# Du sollst nicht ehebrechen!
Therese Raquin ist eine deutsche Literaturverfilmung von Jacques Feyder aus dem Jahre 1928 nach Thérèse Raquin von Émile Zola. Der dem Kammerspielfilm zuzuordnende Film gilt seit Mitte der 1960er Jahre als verschollen.

## Handlung
Die gelähmte Madame Raquin ist Besitzerin eines kleinen Ladens in Paris. Einst kam sie aus der Provinz in die französische Hauptstadt, damit es ihr geliebter Sohn Camille eines Tages besser haben werde. Die Waise Thérèse ist seine Cousine und wuchs im Haus ihrer Tante auf. Schließlich wird Thérèse Camilles Ehefrau. Doch die lebensfrohe, junge Frau wird mit dem kränklichen und schwachen Camille, einem wenig aufregenden Büroangestellten, nicht glücklich. Sie liebt ihn nicht.
Eines Tages führt Camille einen alten Jugendfreund, den Maler Laurent, in das Haus ein. Dieser ist das genaue Gegenteil Camilles: ungestüm und lebendig, kraftstrotzend und herausfordernd, aber auch ein wenig roh und brutal. Thérèses Leidenschaft wird schnell entfacht und Laurent ihr Geliebter. Während eines gemeinsamen Ausfluges ermorden beide Camille, das Verbrechen wird als Unfall kaschiert. Nach einer Weile heiratet das mörderische Paar und wohnt fortan unter ein und demselben Dach mit der an den Sessel gefesselten Mutter Camilles. Ihre ständige Gegenwart ist den beiden einerseits lästig, andererseits aber auch andauernde Mahnung und Erinnerung an ihre schreckliche Untat.
Immer häufiger plagen Albträume und Angstvorstellungen das Paar. Eines Tages wird ihnen die seelische Last zu groß. Thérèse und Laurent gestehen der alten Frau die schreckliche Mordtat an ihrem Sohn. Daraufhin erleidet Madame Raquin einen Schlaganfall und ist nun endgültig ein Pflegefall. Thérèse und Laurent beginnen, einander nicht mehr zu trauen, sie glauben, einer von ihnen könnte den anderen an die Polizei verraten. So kommen bei jedem der beiden Mordgedanken hoch. Schließlich sehen sie keinen anderen Ausweg mehr und nehmen sich gemeinsam das Leben.

## Produktionsnotizen
Der Film entstand nach Zolas Novelle Thérèse Raquin. 
Gedreht wurde der Film in den Ateliers von Staaken zwischen dem 24. Oktober 1927 und dem 14. Januar 1928. Die Filmbauten schufen Andrej Andrejew und Erich Zander. Bei der Zensurabnahme am 18. Februar 1928 erhielt der Film das Prädikat „Künstlerisch“. Die Uraufführung erfolgte am 22. Februar 1928 im Berliner Tauentzienpalast. Bis zum Jahresende 1928 lief der Film auch noch in Finnland, Frankreich und den USA an.

## Kritik
Reclams Filmführer schreibt: „Feyder legte in diesem Film großen Wert auf die Milieuschilderung, die ihm besonders im ersten Teil dazu diente, den Charakter seiner Heldin aus ihren Umwelterfahrungen zu deuten. Der Film wurde in Berlin mit zahlreichen deutschen Mitarbeitern gedreht, so sind Einflüsse des deutschen ‘Kammerspiels’ in ihm deutlich spürbar.“
In Georges Sadouls ‘Geschichte der Filmkunst’ ist zu lesen: „Mit Thérèse Raquin kehrte Feyder zu einer der Quellen seiner Kunst – und der französischen Filmtradition – zurück: zum Naturalismus von Zola. […] Der Hintergrund beherrscht das Werk: die Pariser Passage und der Hinterhausladen, in dem die beiden verbrecherischen Liebenden vor der stummen Anklage einer gelähmten Mutter leben. Was Feyder vor allem Deutschland verdankt, ist, daß er in hervorragend ausgestatteten Ateliers schaffen konnte, was er früher in Außenaufnahmen suchen mußte.“
Das große Personenlexikon des Films meinte „mit der deutschen, stark psychologisierenden Adaption von Émile Zolas ‘Thérèse Raquin’, „Du sollst nicht ehebrechen“, festigte er seinen Ruf als exzellenter Beobachter gesellschaftlicher Kreise.“
In Geschichte des Films ist zu lesen: „Feyder bewahrte in der filmischen Adaption genau die seelische, erotische Atmosphäre des literarischen Originals. Doch zugleich wird als wirklicher Urheber des Verbrechens die kleinbürgerlich-muffige Welt der egoistischen und niedrigen Interessen und der falschen Moral transparent. Feyder übernahm von Zola auch die Vorliebe für das Requisit und das stimmende Detail, das zum Schlüssel für die Psychologie der Helden wird. Der im Aquarium ständig im Kreise schwimmende Goldfisch ist das Symbol für Thérèses Dasein. Veränderungen in Frisur und Kleidung verdeutlichen das erotische Abenteuer. Schließlich wird in den letzten Szenen des Films der Lehnstuhl, an den die gelähmte Mutter gefesselt ist, zum drohenden, ewig quälenden Vorwurf des Gewissens, das schließlich die verbrecherischen Liebenden zum Selbstmord treibt. Feyders Thérèse Raquin ist ein filmgeschichtlicher Höhepunkt des Kammerspiels. Die psychologisierende Intensität, die innere Dynamik der Leidenschaften vor dem Hintergrund der leblosen Möbel und eine raffinierte Anwendung der Licht-Schatten-Wirkungen bestätigten Feyders Regietalent nachdrücklich und wurden zugleich zum künstlerischen Indiz seines Stilwillens.“
Buchers Enzyklopädie des Films schreibt: „Der expressionistische Stil des Films mit seinen düsteren Schatteneffekten und seiner beengenden Atmosphäre fängt den Schrecken der Zolaschen Romanvorlage machtvoll ein.“